# Denis Biénès
Pas d'image ? Cliquez ici

a Compétitions nationales et continentales officielles uniquement.

b Matchs officiels uniquement.
Denis Biénès né le 14 février 1962 à Toulouse, est un joueur français de rugby à XIII, auquel on prête parfois des qualités d' « exceptionnel défenseur », qui, après une carrière en rugby à XV, passe à XIII pour y  devenir notamment international.
Il a remporté le championnat de France et la Coupe de France avec son club, Saint-Gaudens, en 1991.
Issu d'une famille de rugbymen, il est le père de Clément Biénès, international  « espoir  » en rugby à XIII.

## Biographie

### Rugby à XV

#### Club
- SC Mazamet
- SC Albi
- Blagnac SC

#### Équipe de France
- International B et juniors

### Carrière en Rugby à XIII

#### Club
- RC Saint-Gaudens[1] : il remporte avec ce club et la Coupe de France[2] et le Championnat de France[3] en 1991.
- Toulouse olympique
- US Toulouse Jules Julien[4]

#### Palmarès
- Champion de France 1991
- Coupe de France 1991
- Champion de France 1994
- Finaliste de la coupe 1994

#### Équipe de France
Il y a une certaine confusion dans la littérature et les médias concernant le nombre de sélection réel de ce joueur en équipe de France. 
Un auteur treiziste réputé indique que le joueur aurait porté « 17 fois le maillot tricolore ». Mais dans la presse régionale, on peut parfois lire que le joueur a  « porté le maillot de l'équipe de France à onze reprises ».
Selon une troisième source, voici une liste de douze rencontres auxquelles a participé Denis Biénès : 
- France / Grande Bretagne 08/02/1987
- Grande Bretagne / France 24/01/1988
- Grande Bretagne / France 18/03/1988
- France / Nouvelle-Zélande 03/12/1989
- Grande Bretagne / France 06/04/1990
- France / Australie 02/12/1990
- France / Australie 09/12/1990
- Nouvelle-Zélande / France 13/06/1991
- Nouvelle-Zélande / France 23/06/1991
- Papouasie-Nouvelle-Guinée / France 07/07/1991
- France / Papouasie-Nouvelle-Guinée 24/11/1991
- France / URSS 27/10/1991